# Edestosperma aristidae
Edestosperma aristidae är en tvåvingeart som beskrevs av Gagne 1969. Edestosperma aristidae ingår i släktet Edestosperma och familjen gallmyggor.
Artens utbredningsområde är Idaho. Inga underarter finns listade i Catalogue of Life.